# Peter Frank Andersen
Peter Frank Andersen (født 26. maj 1970) er en dansk tidligere fodboldspiller.

## Karriere
Peter Frank repræsenterede Danmarks fodboldlandshold ved sommer-OL 1992.